# Kılıçköy, Keşan
Kılıçköy là một xã thuộc huyện Keşan, tỉnh Edirne, Thổ Nhĩ Kỳ. Dân số thời điểm năm 2011 là 472 người.